# Joan de Brito
Joan de Brito (en portuguès Joâo de Britto o de Brito), anomenat a l'Índia Arulanandar (Lisboa, Portugal, 1 de març de 1647 - Oriyur, Tamil Nadu, Índia, 4 de febrer de 1693) fou un prevere jesuïta portuguès, missioner cristià al sud de l'Índia, on va morir com a màrtir. És venerat com a sant per l'Església catòlica.

## Biografia
Nascut en una família noble de Portugal—el seu pare havia estat virrei al Brasil—Joan va ser patge a la cort de Lisboa als nou anys, acompanyant al futur rei Pere II de Portugal. Molt devot, va ingressar, malgrat els precs del príncep, en la Companyia de Jesús el 17 de desembre de 1662. Acabat el noviciat, va fer estudis clàssics a Èvora (1665-1666) i filosofia a Coïmbra (1666-1669).
Volent seguir l'exemple de Sant Francesc Xavier, el jove Britto va escriure al general de la Companyia, el pare Giovanni Paolo Oliva, demanant-li d'ésser enviat com a missioner a l'Índia, en una carta del 19 de novembre de 1668. Mentre n'esperava resposta, continuà estudiant teologia a Coïmbra entre 1670 i 1673. Fou ordenat sacerdot a Lisboa en 1673.

### Viatge a l'Índia
Poc abans de l'ordenació va rebre la nova que podia anar a l'Índia, destinat a la regió de Madurai, on ja hi havia altres jesuïtes. Deixà Lisboa el març de 1673 i arribà a Goa en setembre. Hi acaba els estudis de teologia i estudia la llengua tàmil. El juliol de 1674 arriba a la costa de Coromandel i a la zona on predicarà, la missió de Maduré. També es familiaritza amb el sistema social del país i l'estructura de castes, amb una complexa reglamentació.
Com el seu antecessor Roberto de Nobili, mort feia uns quinze anys, Britto adopta les regles de vida ascètica dels religiosos hindús: es fa Pandaraswami i pren el nom d'Arulanandar. Des del 1676, visita les comunitats cristianes de Gingy i Thanjavur (regnes independents) i s'instal·la a la regió de Maduré, on serà superior de 1685 a 1686. En 1686 entra al regne de Maravar (avui districte de Ramnad). Aconsegueix un gran nombre de conversions al cristianisme i això irrita els brahmans, que conjuren per matar-lo: al juliol, és detingut amb sis catequistes, empresonat, torturat i condemnat a mort, però un mes més tard, sense saber-ne el motiu, van ésser alliberats.

### Retorn a Europa
Britto fou enviat a Europa per informar-hi sobre l'estat de les missions, i arriba a Lisboa el setembre de 1687. Es troba amb les comunitats jesuïtes i el seu relat suscita l'entusiasme missioner. Visita igualment al seu antic amic el rei Pere II, qui intenta, veient-lo envellit i amb senyals de tortura encara, que romangui a Portugal educant els prínceps. Britto refusa dient que és més necessari a l'Índia, i torna cap a Àsia el març de 1690, amb nous missioners.

### Mort
El novembre arriben a Goa i van a Maduré, passant per Maravar. Per motius de seguretat, mai no resta molt de temps al mateix lloc; no obstant això, un príncep, malalt i que havia sentit a parlar de guariments que havia fet el jesuïta, li demanà que el bategés. Primer hi envià un catequista per confirmar que la conversió era sincera i, després d'un període de formació, Britto el batejà el 6 de gener de 1693, amb la seva primera esposa, ja que va repudiar-ne les altres. Una d'aquestes, neboda del rei de Maravar, se'n queixà del tracte rebut i el rei, ofès, va fer arrestar Joan de Britto. El 8 de gener va ser empresonat a Ramnad i condemnat a mort el 28 de gener. Traslladat a Oriyur, hi fou degollat el 4 de febrer.

## Veneració
Va ésser beatificat el 21 d'agost de 1853 per Pius IX i canonitzat el 22 de juny de 1947 per Pius XII. La seva festivitat es va assenyalar el 4 de febrer. Oriyur va esdevenir meta de pelegrinatge per als cristians del Tamil Nadu.